# Поправка Джексона — Вэника
Поправка Джексона — Вэника (англ. Jackson–Vanik amendment, в советской историографии «Джексона — Веника») — поправка 1974 года к Закону о торговле США (1974), ограничивающая торговлю со странами, препятствующими эмиграции, а также нарушающими другие права человека. Предложена конгрессменами Генри Джексоном и Чарльзом Вэником. Одним из авторов текста поправки, возможно, является Ричард Перл. Поправка запрещает предоставлять режим наибольшего благоприятствования в торговле, государственные кредиты и кредитные гарантии странам, нарушающим или серьёзно ограничивающим права своих граждан на эмиграцию и другие права человека. Поправка предусматривает также применение дискриминационных тарифов и сборов в отношении товаров, импортируемых в США из стран с нерыночной экономикой.
Формально эта норма была введена из-за ограничений на эмиграцию из СССР, но действовала и в отношении других стран — КНР, Вьетнама, Албании. После отмены ограничений на эмиграцию с 1989 года поправка продолжала действовать, однако ежегодно накладывался мораторий на действие поправки в отношении СССР, а затем и стран СНГ. В 2006 году поправка была отменена в отношении Украины, в 2012 году — в отношении России (одновременно с принятием акта Магнитского) и Молдовы. В настоящее время поправка формально продолжает действовать в отношении ряда стран, в том числе Азербайджана, Белоруссии, Казахстана, Таджикистана, Туркменистана и Узбекистана.

## Текст поправки
Кодекс законов США, часть 1, подраздел IV, глава 12, раздел 19, статья 2432, пункт (a) гласит:
Действия стран с нерыночной экономикой, ставящие их вне рамок нормальных торговых отношений, кредитных программ, кредитных или инвестиционных гарантий, либо коммерческих соглашений.
Чтобы утвердить неизменную преданность Соединенных Штатов фундаментальным правам человека, с 3 января 1975 года, независимо от других положений законодательства, товары из любой страны с нерыночной экономикой не будут подлежать недискриминационному режиму (нормальным торговым отношениям), а такая страна не будет участвовать в какой-либо программе правительства США, предполагающей непосредственное или опосредованное предоставление кредитов, кредитных гарантий или инвестиционных гарантий, а президент США не будет заключать какие-либо коммерческие соглашения с любой такой страной в течение периода, который начинается с даты, когда президент определяет, что такая страна —
1. отказывает своим гражданам в праве на свободную эмиграцию;
2. облагает более чем номинальной пошлиной эмиграцию, визы или другие документы, необходимые для эмиграции, независимо от причин и целей этого обложения; либо
3. облагает более чем номинальным налогом, сбором, штрафом или любым другим видом платежа любого гражданина вследствие желания такого гражданина эмигрировать из страны по собственному желанию,

и заканчивается датой, когда президент определяет, что такая страна более не нарушает вышеназванных пунктов (1), (2) или (3).

## Предпосылки принятия поправки
В 1972 году из-за увеличения эмиграции в Израиль на фоне арабо-израильского конфликта и с учётом опыта ГДР в СССР был издан указ, согласно которому эмигранты, имевшие высшее образование, были обязаны оплатить затраты государства на их обучение в вузах. Например, размер компенсации для выпускника МГУ составлял 12 200 рублей (при средней месячной зарплате по стране 130—150 рублей). Указ отменён 20 мая 1991 года, но фактически сбор денег был прекращён ранее.
Данная мера была призвана затруднить «утечку мозгов» — эмиграцию интеллектуальной элиты.
Это решение советских властей вызвало волну протестов на Западе. Двадцать один лауреат Нобелевской премии выступил с публичным заявлением, обвинив советское руководство в «массовых нарушениях прав человека». Вскоре денежный сбор был отменён, однако его сменили дополнительные ограничения, практически означавшие запрет на эмиграцию даже для воссоединения семей. Отделения виз и регистраций МВД (ОВИРы) могли годами рассматривать заявления на выезд: самой распространённой причиной отказов в выдаче выездных виз так называемым «отказникам» был «доступ к государственным тайнам».

## Применение поправки послеПерестройки
После 1987 года с введением в СССР свободы эмиграции поправка утратила своё первоначальное значение. В связи с этим, начиная с 1989 года, в США ежегодно накладывался мораторий на действие поправки в отношении СССР, а затем и стран СНГ, однако официально поправка не была отменена.

## Отмена поправки
Поправка Джексона — Вэника была отменена для шести стран СНГ:
- 2000 — Киргизия — в связи с её присоединением к американской инициативе 1998 года «О восстановлении Великого шёлкового пути», имевшей целью создание евро-азиатского транзитного коридора в обход России, Ирана и Ирака (ТРАСЕКА);
- 2000 — Грузия — в связи с её «продвижением к демократизации» и присоединением к проекту «шёлкового пути»;
- 2004 — Армения;
- 2005 — Украина[9] — после победы «оранжевой революции»;
- 2012 — Россия и Молдавия[10].

### Отмена поправки в отношении России
18 января 2002 года президент США Джордж Буш предложил Конгрессу полностью прекратить действие поправки в отношении России и ещё восьми стран СНГ, но это предложение не было принято.
9 марта 2006 года американский посол в Москве Уильям Бёрнс заявил, что Администрация США намерена добиться отмены поправки Джексона — Вэника в отношении России. В сообщении говорилось, что поправки не имеют никакого практического действия на Россию. 21 февраля 2007 года на пресс-конференции, проходившей в Москве, председатель международного комитета американского парламента Том Лантос заявил о готовности Конгресса США отменить эту поправку и для России. О намерении Администрации США отменить эту поправку высказался 4 апреля 2007 года и министр торговли США Карлос Гутьеррес. Многие другие заявления различных представителей администрации США носили противоречивый характер. Так, на торговых переговорах по вступлению России в ВТО 10 апреля 2007 года торговый представитель США Сьюзан Шваб заявила, что пока США не готовы отменить данную поправку в отношении России.
В марте 2009 года заместитель главы МИД России Сергей Рябков отметил, что «существование в американском законодательстве поправки, которая вводилась по мотивам ограничений на выезд советских евреев в Израиль, в условиях, когда у нас с Израилем давно безвизовой режим совместных поездок, — абсурд».
7 июля 2009 года на российско-американском бизнес-форуме, проходившем в Москве, президенту США Бараку Обаме были заданы вопросы о его отношении к поправке Джексона — Вэника. Сергей Лавров, министр иностранных дел России, заявил, в частности, что «президент США Барак Обама признал, что это проблема американской стороны, понимает всю неловкость и заверил, что снятие поправки будет одним из приоритетов его администрации».
В декабре 2010 года глава комитета Совета Федерации России по международным делам Михаил Маргелов сообщил, что США могут отменить поправку Джексона — Вэника, в результате «перезагрузки» отношений с Россией.
19 апреля 2011 года в суд США подан иск о незаконности поправки.
28 ноября 2011 года американский посол Джон Байерли на пресс-конференции в Москве заявил, что одной из основных задач президента США Барака Обамы в 2012 году станет отмена поправки Джексона — Вэника.
В марте 2012 года американские сенаторы во главе с республиканцем Джоном Маккейном выступили за отмену поправки Джексона — Вэника в обмен на принятие конгрессом «списка Магнитского».
22 августа 2012 года Россия вступила в ВТО, но зафиксированные этой организацией нормы торговли не могут применяться в торговле между Россией и США из-за поправки Джексона — Вэника.
24 октября 2012 года помощник президента Соединённых Штатов Майкл Фроман заявил, что США отменят поправку Джексона — Вэника после президентских выборов 6 ноября 2012 года.
16 ноября 2012 года нижняя палата Конгресса США одобрила законопроект, включавший в себя отмену поправки Джексона — Вэника и положение о введении санкций по «списку Магнитского». В декабре закон, совмещающий «Закон Магнитского» и разрешение президенту отменить поправку в отношении России и Молдовы, был принят Сенатом. 20 декабря 2012 года президент США Барак Обама подписал этот закон, который получил официальное название англ. Russia and Moldova Jackson-Vanik Repeal and Sergei Magnitsky Rule of Law Accountability Act of 2012 и стал известен как закон Магнитского.

### Отмена поправки в отношении Украины
Вскоре после победы «оранжевой революции» был поднят вопрос о необходимости отмены поправки для Украины. 18 ноября 2005 года отмену поправки поддержал Сенат США. 9 марта 2006 года действие поправки Джексона — Вэника в отношении Украины отменила Палата представителей конгресса США.